# 室女座35
室女座35，又名BD+04 2653，HD 111239、SAO 119596、HR 4858，是室女座的一颗恒星，视星等为6.41，位于銀經300.7，銀緯66.43，其B1900.0坐标为赤經12h 42m 45.8s，赤緯+4° 66.43′ 8″。